# Eybens
Eybens är en kommun i departementet Isère i regionen Auvergne-Rhône-Alpes i sydöstra Frankrike. Kommunen ligger i kantonen Eybens som tillhör arrondissementet Grenoble. År 2022 hade Eybens 10 095 invånare.

## Befolkningsutveckling
Antalet invånare i kommunen Eybens
Referens:INSEE